# Autostrada A31 (Włochy)
Autostrada A31 (Autostrada Doliny Astico) (wł. Autostrada della Val d’Astico) – autostrada w północnych Włoszech. Trasa została oddana do użytku w roku 1976. Obecnie liczy ok. 50 km. jednak do 2010 roku ma być wydłużona (przez szereg tuneli) do Autostrady Brennerskiej. Koncesjonariuszem trasy jest spółka Autostrada Brescia-Verona-Vicenza-Padova.